# 蘆莖樹蘭
蘆莖樹蘭（学名：Epidendrum radicans），为蘭科樹蘭属單莖著生蘭植物。原生於南美及西印度群島，約有1,000種以上之原種。

## 命名
蘆莖樹蘭的「樹蘭」直接譯自學名裡的Epidendrum/樹蘭屬；Epidendrum由希臘文epi(上)及dendrum(樹)二字合成。至於學名上的種小名radicans則出自「radicat/發根」一詞，意指蘆莖樹蘭的莖部容易長出氣生根。「蘆莖」則因莖部細長挺立或斜伸如蘆葦，莖長可達一公尺以上。

## 特徵
蘆莖樹蘭為頂生花，自莖頂伸出如花團般的球狀花。花朵的唇瓣在上方，是蘆莖樹蘭與大多數蘭花截然不同的一大特徵。花瓣與萼瓣形色相同，唇瓣末端深裂如羽狀。
樹蘭屬的植株狀態、花朵形狀、大小、顏色千變萬化，將兩種以上差異甚大的樹蘭擺在一起，會令人訝異他們的屬性，但此現象在蘭科另外兩大家族石斛、豆蘭中也是如此，顯示了蘭科植物強盛的演化能力。

## 圖示

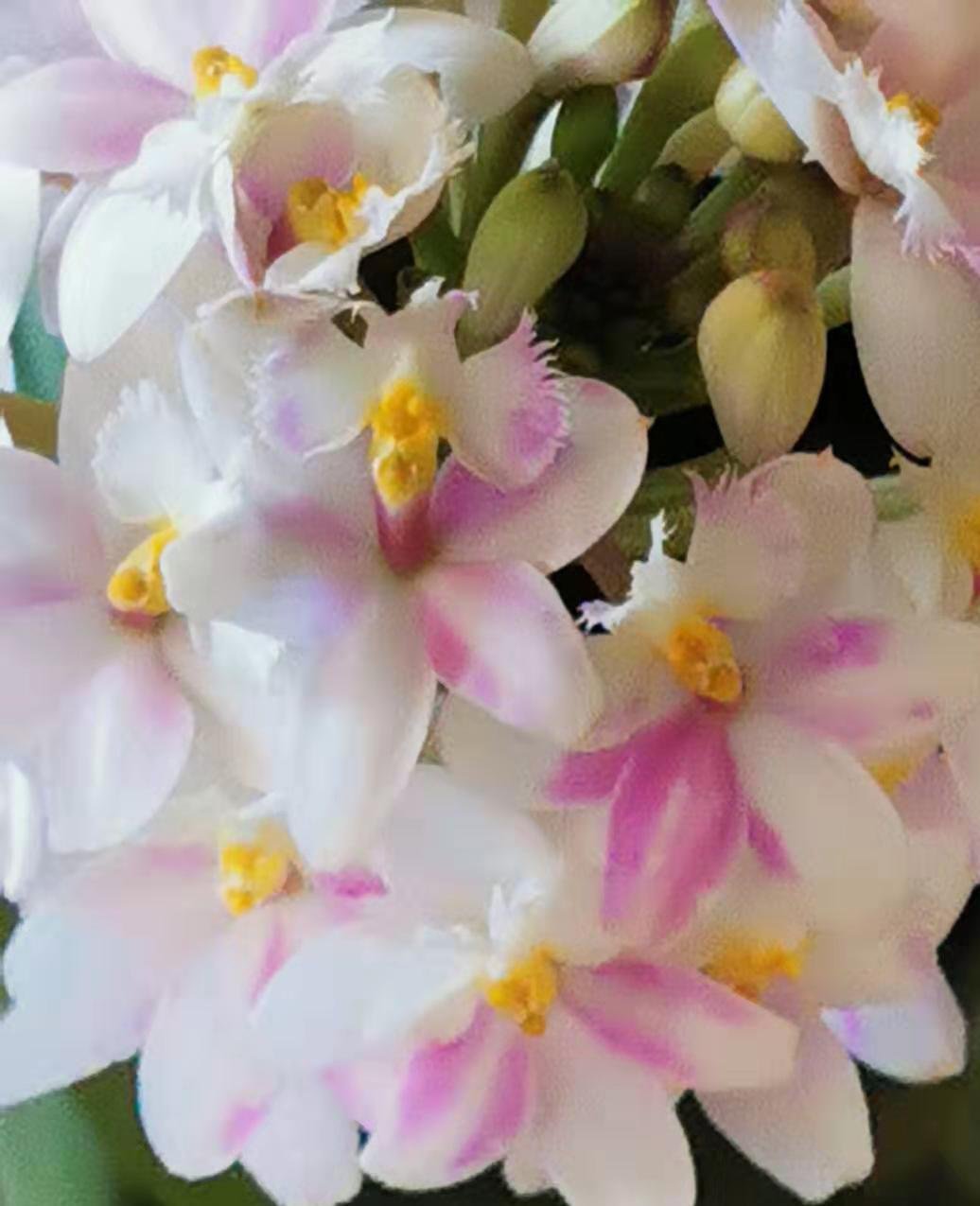
唇瓣位於花之上方
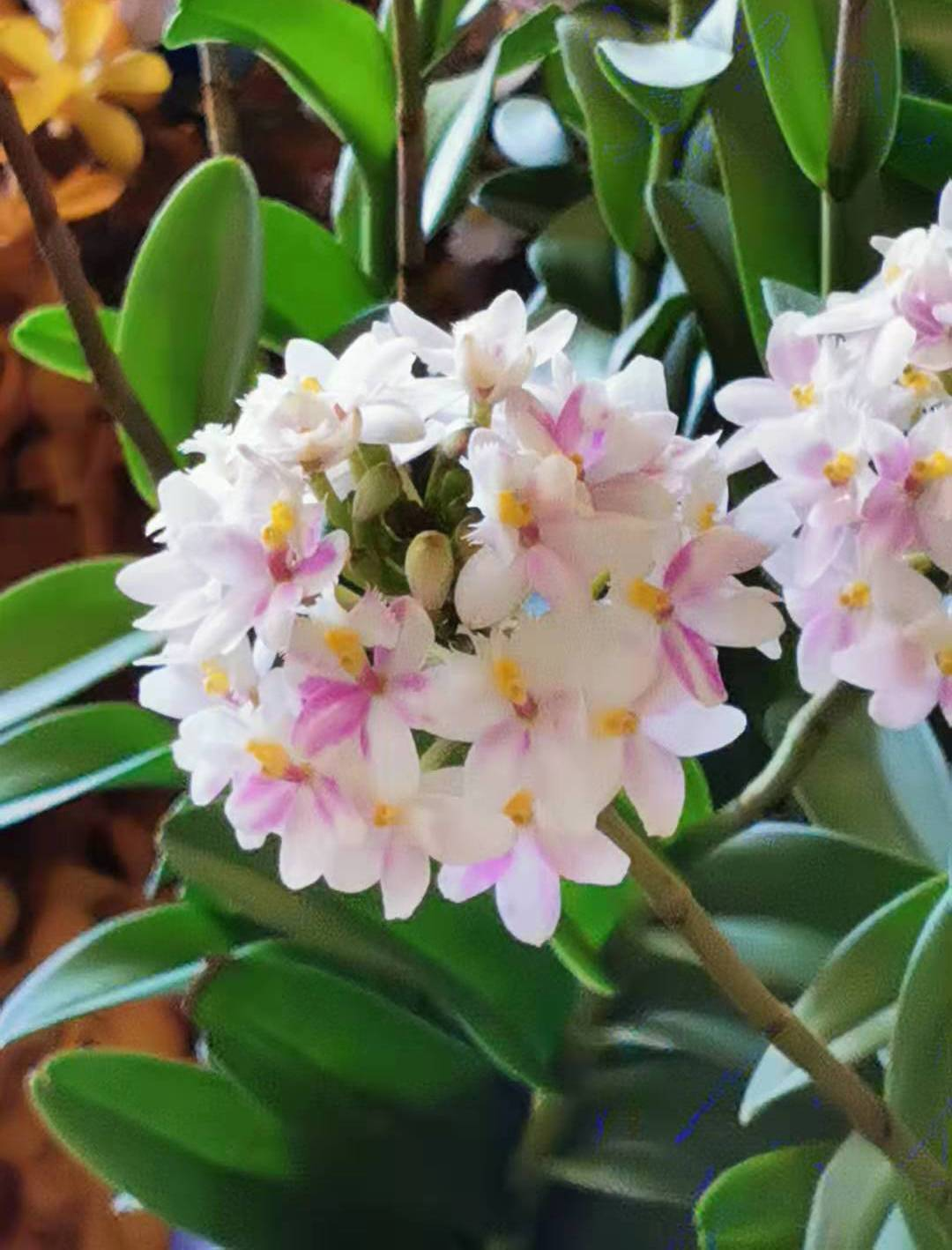
球狀頂生花
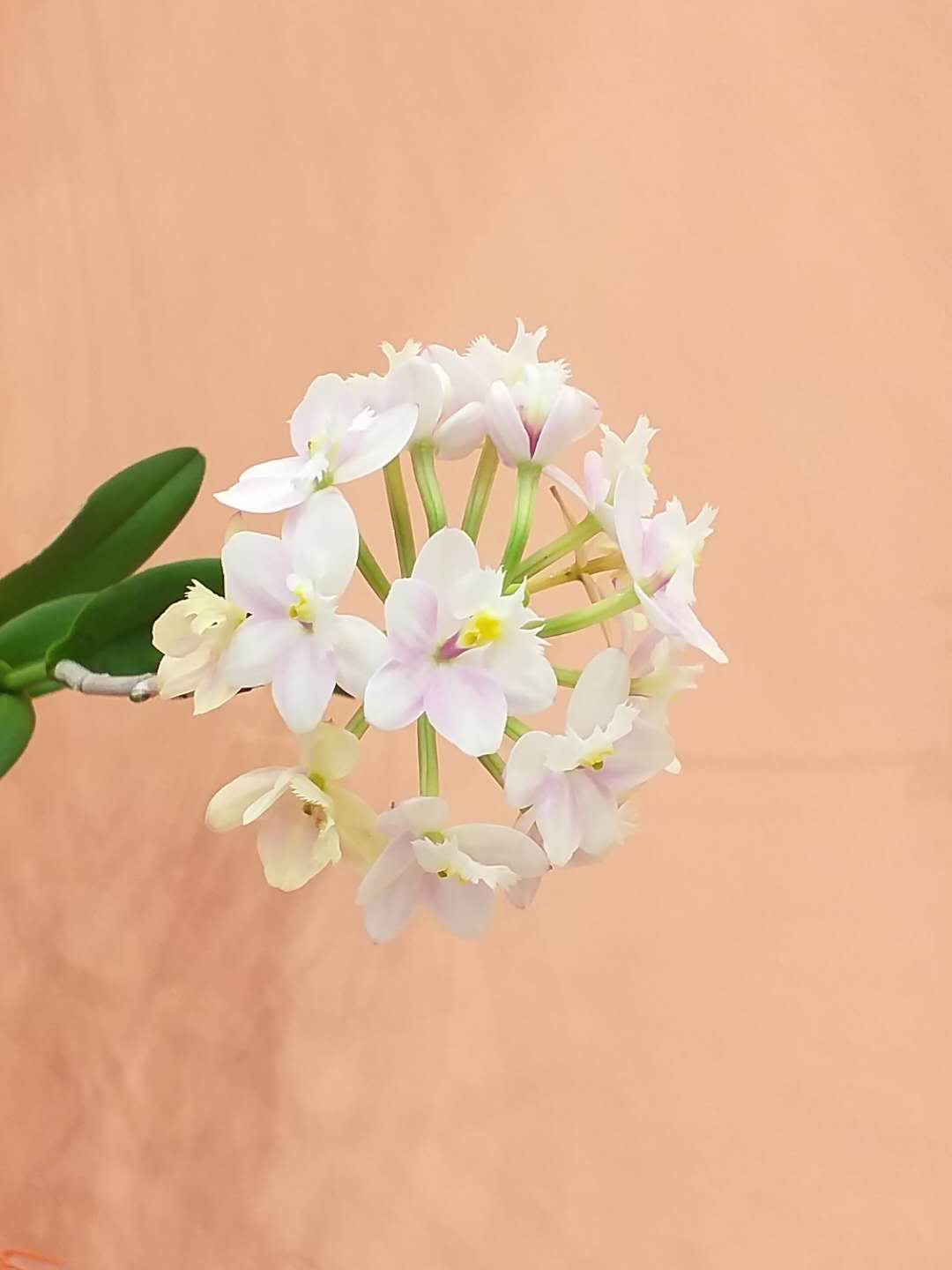
花序
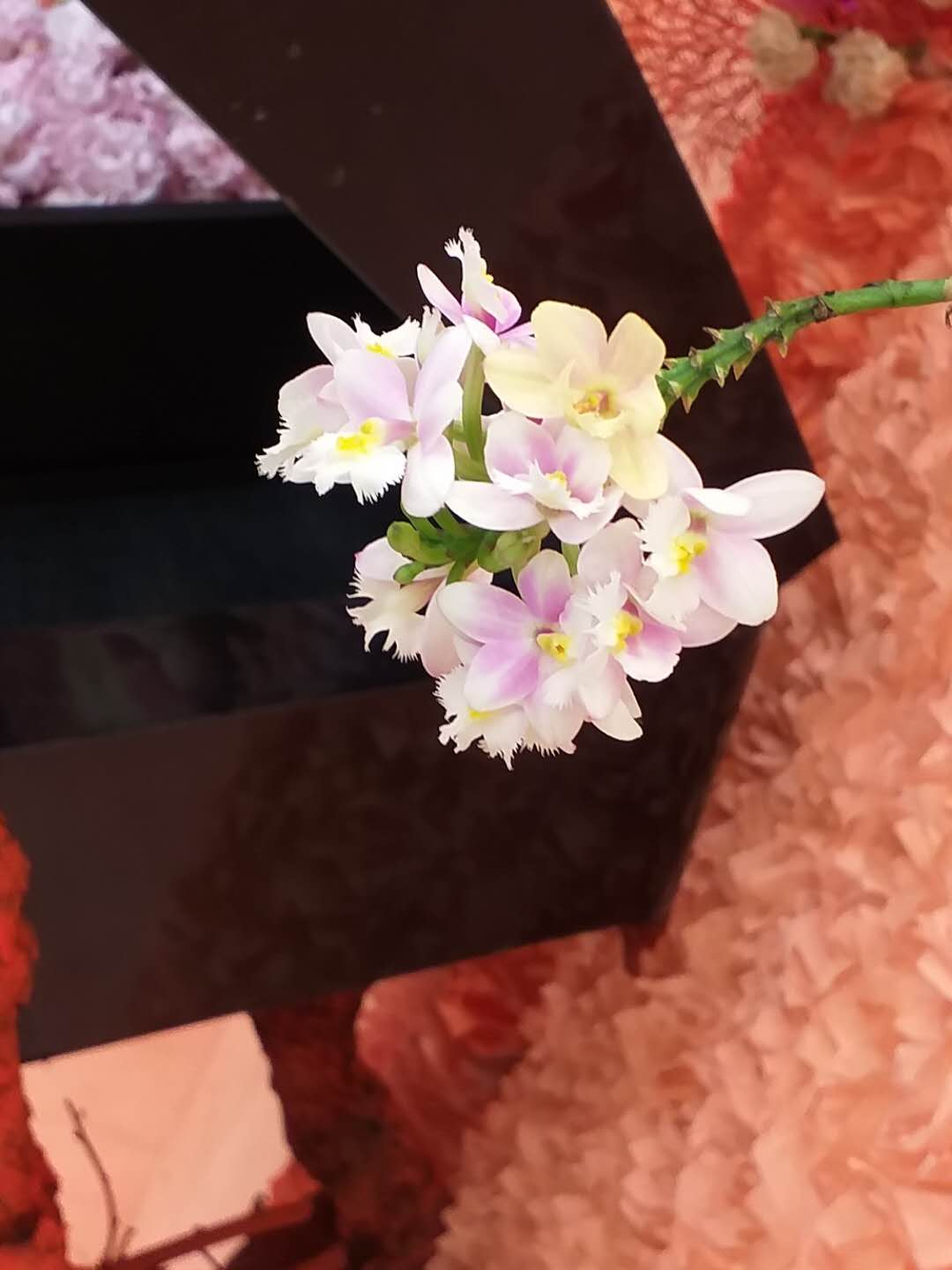
花序

## 外部連結
- （中文）.
- (PDF).   [2019-08-27]. （原始内容存档 (PDF)于2019-08-27） （中文）.
- .   [2019-08-27]. （原始内容存档于2019-09-08） （中文）.
- .   [2019-08-27]. （原始内容存档于2021-02-26） （中文）.

## 扩展阅读
- 维基共享资源上的相關多媒體資源：蘆莖樹蘭